# Klaus Bandel
Klaus Bandel (* 21. Dezember 1941 in Frankfurt an der Oder) ist ein deutscher Paläontologe und Malakologe.
Bandel studierte nach dem Abitur in Bad Godesberg ab 1963 Geologie und Paläontologie an der Universität Bonn mit dem Diplom 1968 (bei Heinrich Karl Erben über die Mikrofazies eines Devon-Riffs) und der Promotion 1970. Danach forschte er zwei Jahre in Kolumbien über Aktuopaläontologie von Mollusken und war in der DFG-Forschungsgruppe Biomineralisation in Bonn. 1977 bis 1979 war er Associate Professor in Amman. 1979 ging er als Heisenberg-Stipendiat nach Erlangen, wo er sich habilitierte. 1981/82 war er Lehrstuhlvertreter in Hamburg und Essen und 1984/85 an der TU Berlin. 1985 wurde er Professor in Hamburg.
Er befasst sich mit Paläobiologie von Mollusken, speziell von Gastropoden. Dabei untersuchte er auch rezente Vertreter, um z. B. aus der Entwicklung der Schale von Jungtieren und von Eiern Rückschlüsse für die Paläontologie und stammesgeschichtliche Entwicklung zu ziehen.

## Schriften
- Palökologie und Paläogeographie im Devon und Unterkarbon der zentralen Karnischen Alpen. In: Palaeontographica. Abteilung A: Paläozoologie, Stratigraphie. Band 141, Lieferung 1/4, 1972, S. 1–117, (Bonn, Universität, Dissertation, 1970).
- Morphologie und Bildung der frühontogenetischen Gehäuse bei conchiferen Molusken. In: Facies. Band 7, 1982, S. 1–197, doi:10.1007/BF02537225, (Erlangen-Nürnberg, Universität, Habilitations-Schrift, 1981).
- Wandel in den Vorstellungen von der Frühevolution der Mollusken, besonders der Gastropoda und Cephalopoda. In: Paläontologische Zeitschrift. Band 57, Nummer 3/4, 1983, S. 271–284, doi:10.1007/BF02990318.
- Evolution der Gastropoden aus biologischer und paläontologischer Sicht. In: Veröffentlichungen aus dem Übersee-Museum Bremen. Naturwissenschaften. Band 11, 1992, S. 17–25.
- mit Elias Salameh: Geologic Development of Jordan – Evolution of its Rocks and Life. Elias Mechael Salameh, Amman 2013.